# Хосе Анхель Рохо
Хосе Анхель Рохо (ісп. José Ángel Rojo Arroitia, нар. 19 березня 1948, Більбао) — іспанський футболіст, що грав на позиції півзахисника. Молодший брат відомого баскського футболіста — Хосе Франсиска Рохо.
Виступав, зокрема, за клуби «Атлетік Більбао» та «Расінг», а також національну збірну Іспанії.
Володар Кубка Іспанії з футболу.

## Клубна кар'єра
Народився 19 березня 1948 року в місті Більбао. Молодший брат Хосе Франсиска Рохо, йшов по стопах свого старшого брата: «Індаучу», «Більбао Атлетік». Тож він теж вважається вихованцем футбольної школи клубу «Атлетік Більбао».
У дорослому футболі дебютував 1968 року виступами за команду клубу «Індаучу», в якій провів один сезон, взявши участь у 33 матчах чемпіонату. Наступний сезон 1969—1970 років захищав кольори команди клубу «Більбао Атлетік».
Своєю грою за останню команду привернув увагу представників тренерського штабу клубу «Атлетік Більбао», до складу якого приєднався в 1970 році. Відіграв за клуб з Більбао наступні сім сезонів, більшість часу, проведеного у складі «левів святого Мамаса», був основним гравцем команди. Серед вболівальників носив наймення Рохо ІІ, оскільки в команді вже грав, і був капітаном, його старший брат.
В 1977 році перейшов до клубу «Расінг», за який відіграв 3 сезони. Граючи в Сантандері також, здебільшого, виходив на поле в основному складі команди. Завершив професійну кар'єру футболіста виступами за команду «Расинг» (Сантандер) у 1980 році.

## Виступи за збірну
1973 року дебютував в офіційних матчах у складі національної збірної Іспанії. Цей дебют, 17 жовтня 1973 року, супроти турків, виявився єдиним його матчем за збірну країни.
Крім того, у баска за плечима є виступ за ще одну збірну команду — збірну Басків. Під прапором рідної Басконії він провів гру проти збірної Каталонії.

## Титули і досягнення
- Володар Кубка Іспанії з футболу (1):

«Атлетік Більбао»:  1972–73